# Campionati europei di ciclismo su pista - Keirin maschile

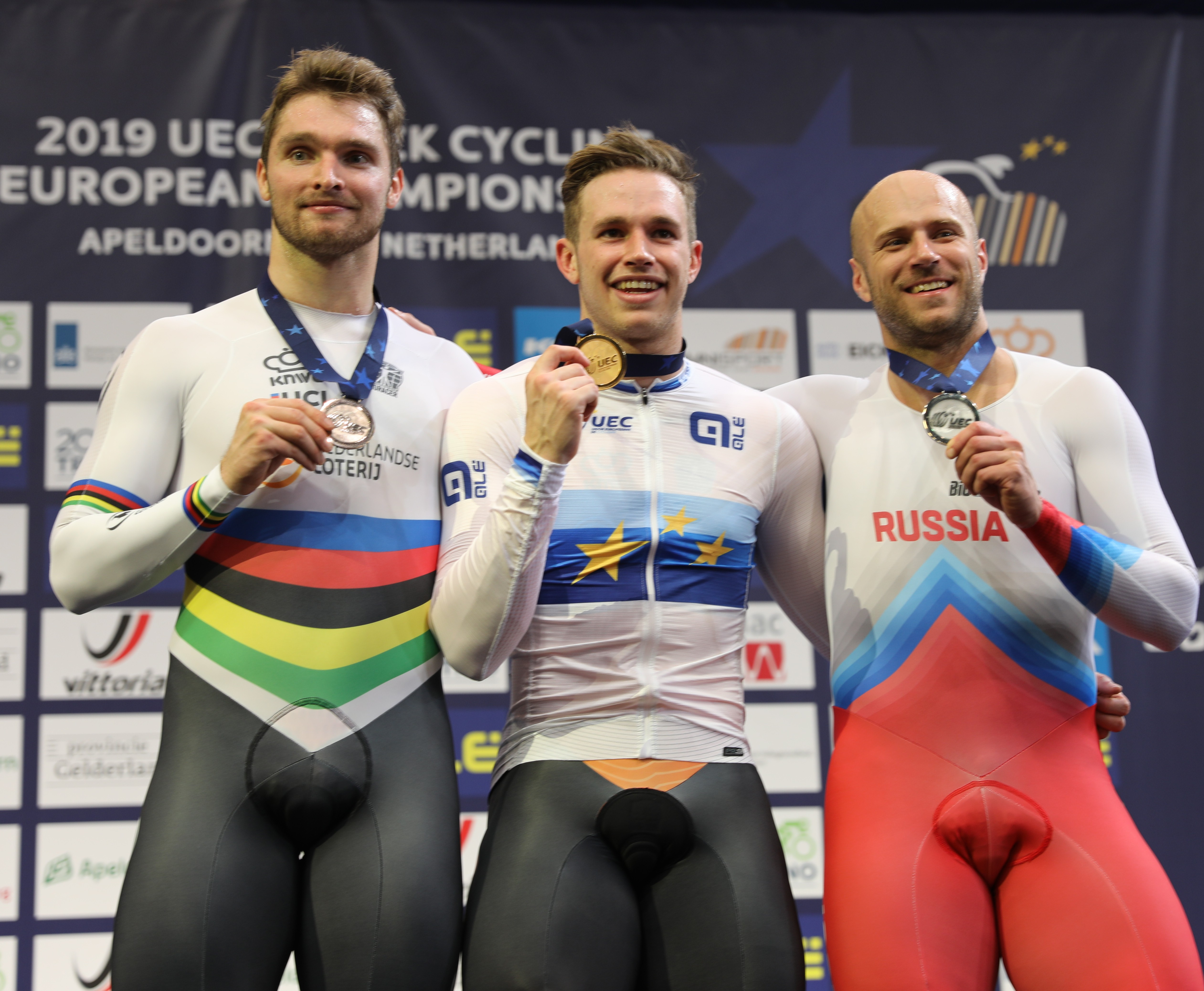
Il podio dell'edizione 2019: da sinistra Matthijs Büchli, Harrie Lavreysen, Denis Dmitriev

Il keirin maschile è una delle prove inserite nel programma dei campionati europei di ciclismo su pista. Gara open, è parte del programma sin dalla prima edizione dei campionati, nel 2010.

## Albo d'oro
Aggiornato all'edizione 2025.
| Anno | Vincitore        | Secondo             | Terzo             |
| ---- | ---------------- | ------------------- | ----------------- |
| 2010 | Jason Kenny      | Matthew Crampton    | Adam Ptáčník      |
| 2011 | Matthew Crampton | Christos Volikakis  | François Pervis   |
| 2012 | Tobias Wächter   | Joachim Eilers      | Denis Dmitriev    |
| 2013 | Maximilian Levy  | Jason Kenny         | François Pervis   |
| 2014 | Joachim Eilers   | Matthijs Büchli     | Denis Dmitriev    |
| 2015 | Pavel Kelemen    | François Pervis     | Denis Dmitriev    |
| 2016 | Tomáš Bábek      | Andrij Vynokurov    | Charlie Conord    |
| 2017 | Maximilian Levy  | Shane Perkins       | Andrij Vynokurov  |
| 2018 | Stefan Bötticher | Sébastien Vigier    | Jack Carlin       |
| 2019 | Harrie Lavreysen | Denis Dmitriev      | Matthijs Büchli   |
| 2020 | Maximilian Levy  | Denis Dmitriev      | Sotirios Bretas   |
| 2021 | Jeffrey Hoogland | Tom Derache         | Joachim Eilers    |
| 2022 | Sébastien Vigier | Maximilian Dörnbach | Melvin Landerneau |
| 2023 | Harrie Lavreysen | Patryk Rajkowski    | Jeffrey Hoogland  |
| 2024 | Harrie Lavreysen | Mateusz Rudyk       | Stefano Moro      |
| 2025 | Harrie Lavreysen | Maximilian Dörnbach | Tom Derache       |

## Medagliere
| Pos.   | Paese         | Oro | Argento | Bronzo | Totale |
| ------ | ------------- | --- | ------- | ------ | ------ |
| 1      | Germania      | 6   | 3       | 1      | 10     |
| 2      | Paesi Bassi   | 5   | 1       | 2      | 8      |
| 3      | Gran Bretagna | 2   | 2       | 1      | 5      |
| 4      | Rep. Ceca     | 2   | 0       | 1      | 3      |
| 5      | Francia       | 1   | 3       | 5      | 9      |
| 6      | Russia        | 0   | 3       | 3      | 6      |
| 7      | Polonia       | 0   | 2       | 0      | 2      |
| 8      | Ucraina       | 0   | 1       | 1      | 2      |
| 8      | Grecia        | 0   | 1       | 1      | 2      |
| 10     | Italia        | 0   | 0       | 1      | 2      |
| Totale | Totale        | 16  | 16      | 16     | 48     |

| Pos. | Atleta           | Oro | Argento | Bronzo | Totale |
| ---- | ---------------- | --- | ------- | ------ | ------ |
| 1    | Harrie Lavreysen | 4   | 0       | 0      | 4      |
| 2    | Maximilian Levy  | 3   | 0       | 0      | 3      |
| 3    | Joachim Eilers   | 1   | 1       | 1      | 3      |
| 4    | Matthew Crampton | 1   | 1       | 0      | 2      |
| 4    | Jason Kenny      | 1   | 1       | 0      | 2      |
| 4    | Sébastien Vigier | 1   | 1       | 0      | 2      |
| 7    | Jeffrey Hoogland | 1   | 0       | 1      | 2      |
| 8    | Tobias Wächter   | 1   | 0       | 0      | 1      |
| 8    | Pavel Kelemen    | 1   | 0       | 0      | 1      |
| 8    | Tomáš Bábek      | 1   | 0       | 0      | 1      |
| 8    | Stefan Bötticher | 1   | 0       | 0      | 1      |